# Домашевські
Домашевські — роди, зокрема, шляхетські, представлені в Україні.

## Герб невідомий

### Представники
- Федір та Єва, їхнім коштом спорудили кам'яний храм Почаївського православного монастиря в 17 столітті[1]

- Анна — дружина луківського старости Яна Новосельського[2]

## Гербу Нечуя
Згадані в Любельському воєводстві. Мали прізвисько «Відліца» (пол. Widlica)

### Представники
- Еразм — коронний конюший, луківський староста

- Флоріан — підстароста луківський, дружина — Дорота з Меженіна
  - Станіслав (бл.1600-1677) — люблінський каштелян
    - Казимир (пом. бл. 1700) — сяноцький каштелян з 1688, того року відступив Луківське староство Андрієві Дрогойовському, перша дружина — вдова сяноцького каштелянича Станіслава Рупневського, друга — Констанція Стемпковська

## Гербу Ястребець
Згадані в Луківській землі.

### Представники
- N, дружина — Софія Ґрабйончанка, вдова Ґендзінського та новомлинського старости Білозора